# Championnats du monde de vol à voile 2012
Les 32e championnats du monde de Vol à voile ont lieu à Uvalde, aux États-Unis, et à Adolfo Gonzales Chaves en Argentine, en 2012.

## Résultats
- à Uvalde (États-Unis):

|           | Or                | Or      | Or           | Or     | Argent         | Argent    | Argent     | Argent | Bronze          | Bronze         | Bronze     | Bronze |
| Classe    | Pilote            | Pays    | Planeur      | Points | Pilote         | Pays      | Planeur    | Points | Pilote          | Pays           | Planeur    | Points |
| 15 mètres | Sebastian Kawa    | Pologne | SZD-56 Diana | 11062  | Matthias Sturm | Allemagne | ASW-27     | 10628  | Radek Krejcirek | Tchéquie       | Ventus 2ax | 10526  |
| 18 mètres | Zbigniew Nieradka | Pologne | ASG 29-18    | 12170  | Łukasz Wójcik  | Pologne   | ASG 29-18m | 11840  | Mike Young      | Royaume-Uni    | ASG 29-18  | 11774  |
| Open      | Laurent Aboulin   | France  | Quintus M    | 12084  | Michael Sommer | Allemagne | EB29       | 11977  | Oscar Goudriaan | Afrique du Sud | JS1-C 21   | 11835  |

- à Adolfo Gonzales Chaves (Argentine):

|          | Or              | Or        | Or          | Or     | Argent          | Argent    | Argent    | Argent | Bronze             | Bronze    | Bronze      | Bronze |
| Classe   | Pilote          | Pays      | Planeur     | Points | Pilote          | Pays      | Planeur   | Points | Pilote             | Pays      | Planeur     | Points |
| Standard | Sebastian Kawa  | Pologne   | Discus 2a   | 6102   | Mario Kiessling | Allemagne | Discus 2a | 6038   | Felipe Levin       | Allemagne | Discus 2a   | 5955   |
| Club     | Santiago Berca  | Argentine | Jantar Std2 | 6415   | Tobias Geiger   | Australie | LS4       | 6316   | Roman Mraček       | Tchéquie  | Std. Cirrus | 6300   |
| Mondiale | Sebastian Riera | Argentine | PW 5        | 3505   | Jorge Tartara   | Argentine | PW 5      | 3492   | Jędrzej Skłodowski | Pologne   | PW 5        | 3424   |